# Kostel Nejsvětější Trojice (Dědice)
Římskokatolický farní kostel Nejsvětější Trojice v místní části města Vyškova Dědicích je barokní kostel z roku 1753. Stavba má základ na místě staršího kostela ze 14. století.

## Historie
Kostel byl postaven na místě staršího kostela ze 14. století zničeného při velkém požáru v roce 1731 způsobeného úderem blesku. Farníci tehdy spolu s tehdejším farářem P. Karlem Leopoldem Felixem (1727–1750) ihned začali s opravou a zvýšili věž, která zůstala zachována, o dva sáhy (asi 3,5 m). V roce 1750 byla věž stržena, protože se farníci rozhodli vystavět zcela nový kostel. Farář byl tímto záměrem nadšen a na tento účel věnoval celé své jmění.
Stavba byla zahájena 6. března 1752. Během ní došlo k četným neshodám mezi zedníkem Vrbou a tesařem Schpannwaldem a vlivem jejich nesmiřitelné řevnivosti byla střecha špatně zaizolována, takže během sedmi let všechny trámy včetně krovu ztrouchnivěly a celá střecha musela být opravena. Celá stavba byla díky ochotě farníků dokončena bez vnitřní výzdoby a jakéhokoli vybavení o rok později v roce 1753.
O vnitřní výzdobu se zasloužil P. Jan Spáčil, který byl dědickým farářem ustanoven v roce 1761. Byl pořízen hlavní oltář s obrazem Nejsvětější Trojice od brněnského malíře Josefa Sterna (1775), který je též autorem malby na klenbě presbytáře, oltář sv. Kříže, P. Marie Bolestné, sv. Jana Nepomuckého a sv. Anny, křtitelnice, kazatelna, nezbytné liturgické nádoby, svícny, plachty. Na výzdobě interiéru se dále podílel např. malíř František V. Korompay (obrazy sv. Anny a sv. Jana Nepomuckého z roku 1773), či dílna sochaře a řezbáře Ondřeje Schweigla (hlavní oltář, kazatelna, křtitelnice, výzdoba varhan z 1. pol. 70. let. 18. stol.). Všechno včetně varhan bylo pořízeno v celkové hodnotě 8401 zlatých 19 krejcarů, což na tu dobu byla částka nesmírně vysoká. Vysvěcení se kostel dočkal 18. června 1780.
Zeď kolem kostela byla odstraněna v roce 1915. V roce 1923 byl dědický kostel opraven. Elektrické osvětlení bylo zřízeno v roce 1929. Na konci 2. světové války byl chrám poškozen, ale následky se podařilo odstranit. Celkovou rekonstrukcí fasád prošel v 90. letech 20. století, kdy byla v interiéru instalována křížová cesta od řezbáře Ladislava Vančury z Valašské Bystřice (1996).Celkový obraz okolí kostela dotvářejí sochy ukřižovaného Krista, patronů Moravy i celé Evropy sv. Cyrila a Metoděje a sv. Jana Nepomuckého. Mešní roucha i liturgické nádoby pocházejí ze zrušeného tišnovského kláštera.
V roce 1999 byla provedena celková oprava varhan z roku 1934, postavených varhanářem Mudrochem z Tišnova.

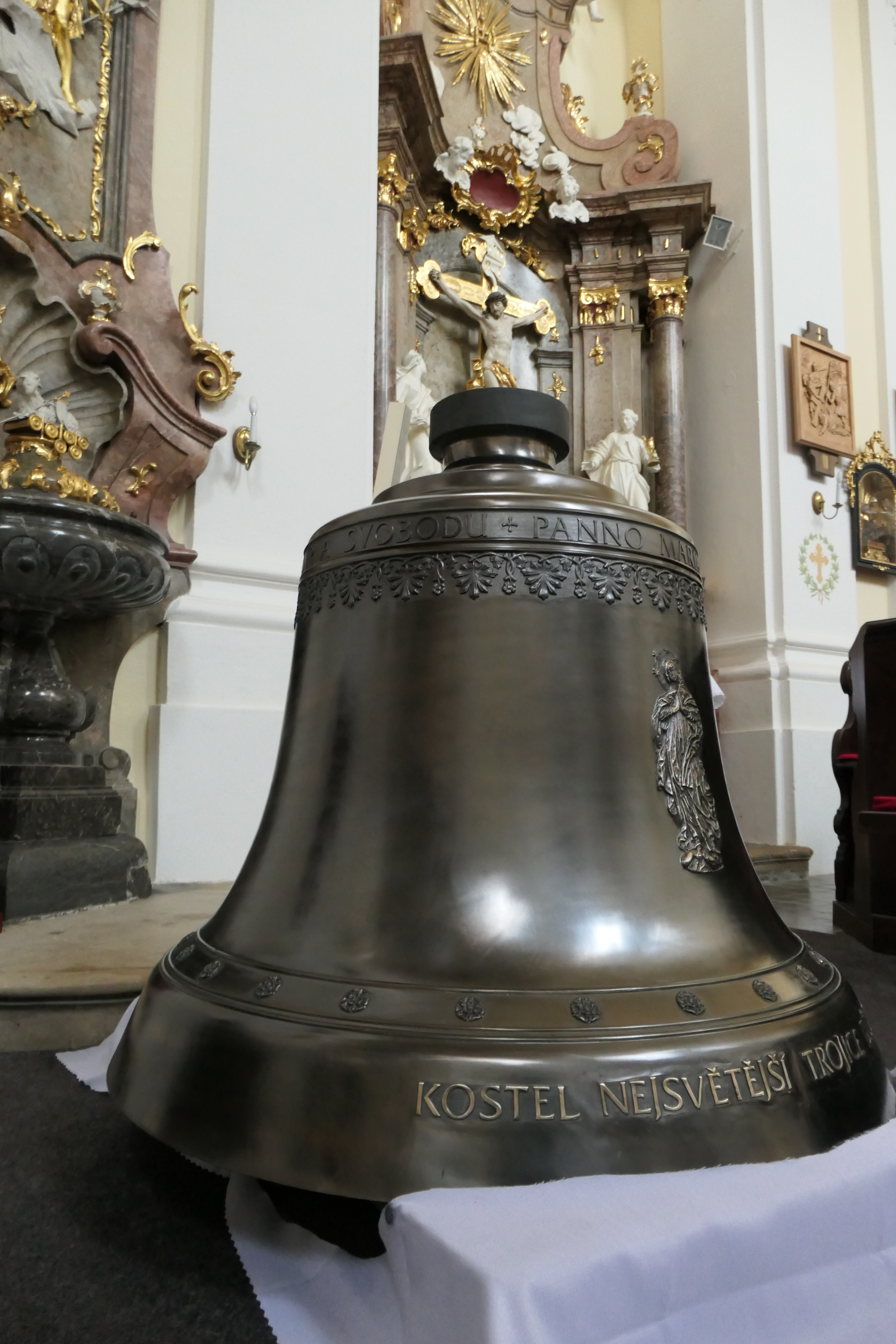
Zvon Panna Maria vystavený před zavěšením v kostele v Dědicích